# Stazione di Kikonai
La stazione di Kikonai (木古内駅?, Kikonai-eki) è una stazione ferroviaria di Kikonai in Hokkaidō. 
In origine si trattava di una piccola stazione servita dalla linea Kaikyō della JR Hokkaido, ma dal marzo 2016 è diventata una delle fermate dell'Hokkaidō Shinkansen, mentre parte della linea locale presente originariamente è passata sotto il controllo della neoformata società Ferrovia Dōnan Isaribi.

## Linee e servizi ferroviari
JR Hokkaido
 Hokkaidō Shinkansen
■ Linea Kaikyō (solo servizi merci da/verso l'Honshū)
 Ferrovia Dōnan Isaribi
■ Ferrovia Dōnan Isaribi

## Struttura della stazione
La stazione è strutturata su un livello di superficie per le linee regionali, e uno sopraelevato per i treni Shinkansen.
Treni locali
| 1     | ■ Linea Tsugaru-Kaikyō   | Solo servizi merci        |
| 2     | ■ Linea Tsugaru-Kaikyō   | Solo servizi merci        |
| 3     | ■ -                      | Binario di ricovero treni |
| 4 - 5 | ■ Ferrovia Dōnan Isaribi | Per Hakodate              |

Treni Shinkansen
Quest'area della stazione, aperta nel 2016, dispone di tre binari passanti in superficie, di cui due serviti da marciapiedi laterali (quello interno è utilizzato solo per i sorpassi). Sono presenti sale d'attesa, biglietterie automatiche e presenziate (aperte dalle 5:30 alle 22:50), servizi igienici, ascensori e scale mobili, e alcuni negozi. Il concept per la stazione è quello di "incontro fra foresta e onde del mare", e gli interni fanno copioso uso del legno di cipresso locale.
| 11 | Hokkaidō Shinkansen | per Shin-Aomori, Morioka, Sendai e Tokyo |
| 12 | Hokkaidō Shinkansen | per Shin-Hakodate-Hokuto                 |

## Affluenza giornaliera
Nel 2008 la stazione veniva usata da 980 persone al giorno.